# Eustraty (Podolski)
Eustraty, imię świeckie Siergiej Podolski (ur. 1887 w Jelizawietgradce, zm. 30 lipca 1972 w Sumach) – biskup Rosyjskiego Kościoła Prawosławnego.

## Życiorys
Był synem kapłana prawosławnego. Ukończył seminarium duchowne w Odessie w 1909, po czym podjął pracę nadzorcy i wykładowcy w szkole cerkiewnej w rodzinnej miejscowości. Został następnie wyświęcony na kapłana i służył w eparchii kirowohradzkiej. Od 1945 do 1949 służył w soborze Narodzenia Matki Bożej w Kirowohradzie i pełnił obowiązki eparchialnego sekretarza.
21 października 1949 Święty Synod Rosyjskiego Kościoła Prawosławnego nominował archimandrytę Eustratego na wikariusza eparchii chersońskiej, odpowiedzialnego za kierowanie strukturami prawosławnymi na terenie dawnego wikariatu mikołajowskiego. Chirotonia biskupia odbyła się 20 listopada 1949 w Kijowie pod przewodnictwem patriarchy moskiewskiego i całej Rusi Aleksego. 17 marca 1950 został biskupem kirowohradzkim. W grudniu roku następnego został przeniesiony na katedrę sumską. Urząd sprawował do 1958, gdy z powodu złego stanu zdrowia odszedł w stan spoczynku. Żył w Sumach, tam też zmarł i został pochowany w sąsiedztwie cmentarnej cerkwi świętych Piotra i Pawła.